# Miřátky
Miřátky (německy Mirschatek) je malá vesnice, část obce Vepříkov v okrese Havlíčkův Brod. Nachází se asi 3 km na západ od Vepříkova. V roce 2009 zde bylo evidováno 31 adres. V roce 2001 zde trvale žilo 91 obyvatel.
Miřátky je také název katastrálního území o rozloze 3,35 km2.
Ve vesnici se nachází dětské hřiště, hřiště s umělým povrchem, místní hospoda a také zde můžeme navštívit stezku poznání.

## Další fotografie

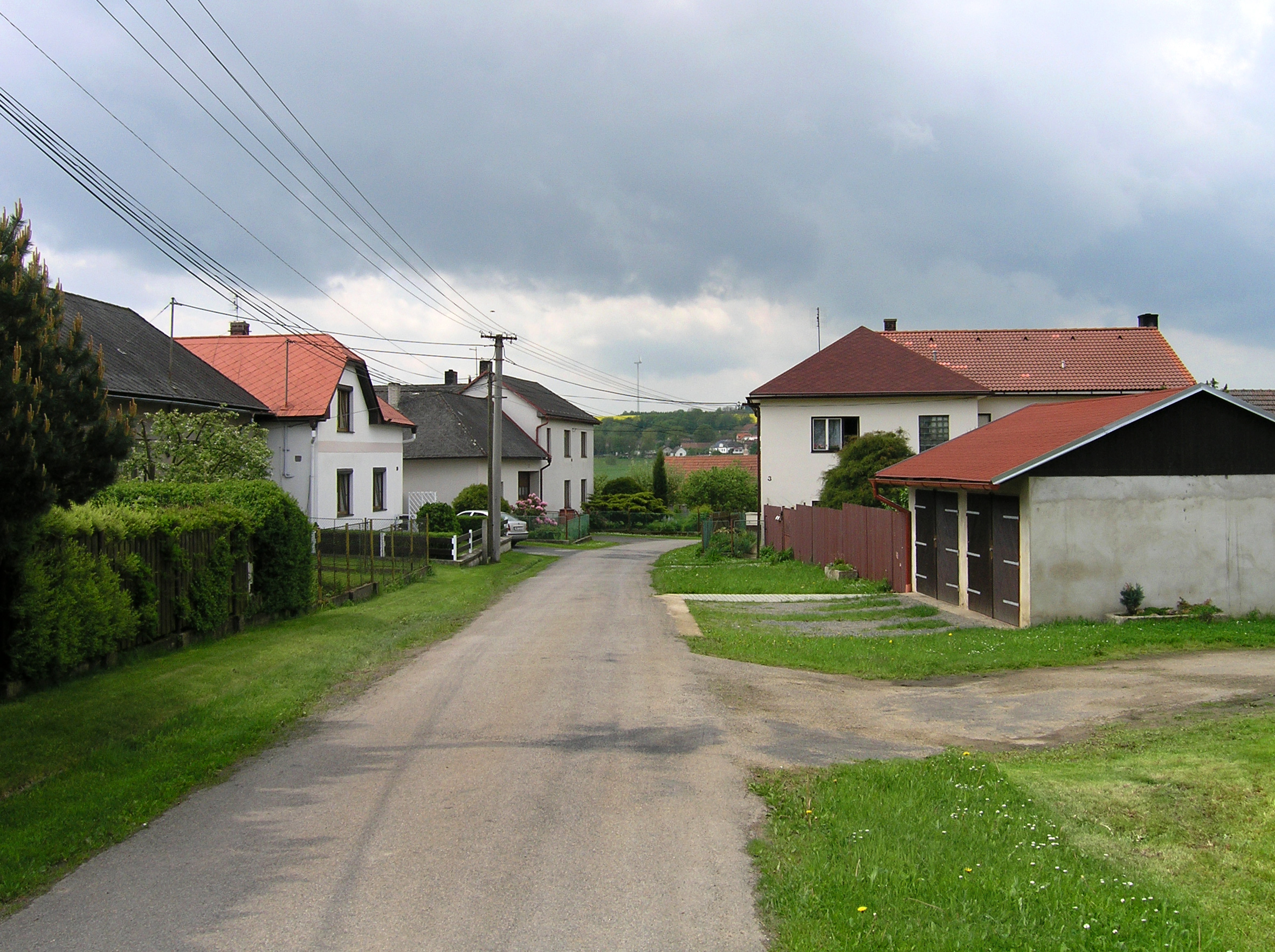
Místní silnice
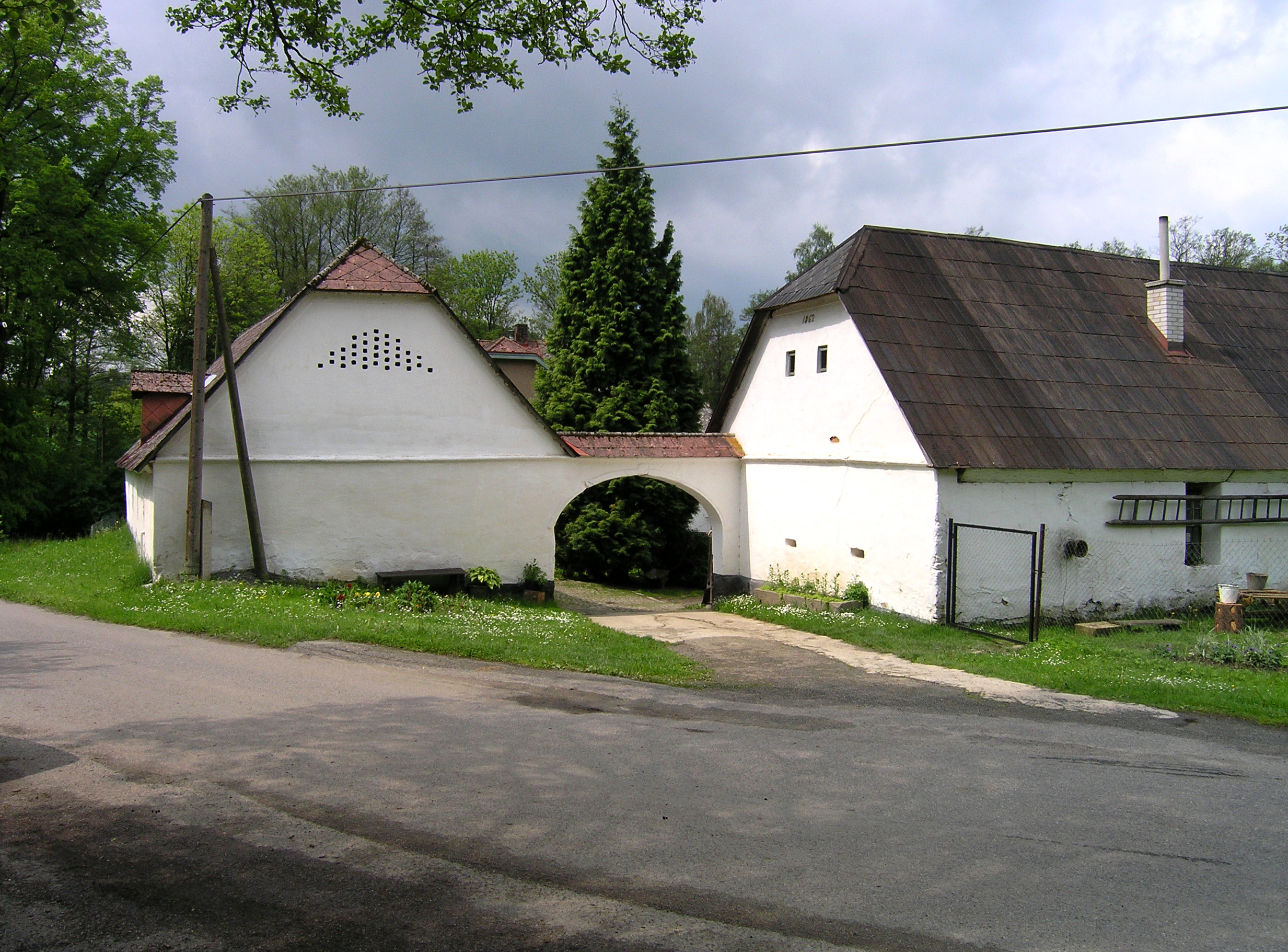
Samota na západě